# Dennis Șerban
Dennis Georgian Șerban (n. 5 ianuarie 1976, București) este un fotbalist și antrenor român retras din activitate.